# Maffei 1
Maffei 1 é uma galáxia elíptica na direção da constelação de Cassiopeia. Maffei 1 é a grande galáxia elíptica mais próxima da Via Láctea. Acredita-se ser um membro do Grupo Local, mas agora é conhecida como um membro do Grupo IC 342/Maffei. Ela foi descoberta junto com Maffei 2, por Paolo Maffei em 1968 por emissões de infravermelho. Maffei 1 possui duas possíveis galáxias satélites (MB 1 e MB 2).
Maffei 1 está na zona de obscurecimento, e está pesadamente obscurecida pelas estrelas, poeira interestelar e gás da Via Láctea. Poderia ser catalogada como uma nebulosa de emissão ou região HII. Não está tão obscurecida, ela pode ser uma das galáxias mais brilhantes no céu.